# Perolepis pacifica
Perolepis pacifica är en ringmaskart som beskrevs av Uschakov 1973. Perolepis pacifica ingår i släktet Perolepis och familjen Polynoidae. Inga underarter finns listade i Catalogue of Life.